# Josh Keyes
Josh Keyes (Ghent, 23 gennaio 1994) è un giocatore di football americano statunitense che milita nel ruolo di linebacker per gli Atlanta Falcons della National Football League (NFL).

## Biografia
All'università, Keyes giocò a football al Boston College. Dopo non essere stato scelto nel Draft NFL 2015 firmò con i Tampa Bay Buccaneers. Dopo una breve parentesi con i Kansas City Chiefs, fece ritorno ai Buccaneers, concludendo la sua stagione da rookie con 7 presenze. Nella seguente disputò 4 partite prima di essere svincolato e firmare con la squadra di allenamento degli Atlanta Falcons. Fu promosso nel roster attivo il 22 dicembre 2016.

## Palmarès

### Franchigia
- National Football Conference Championship: 1

Atlanta Falcons: 2016

## Statistiche
| Partite totali      | 11  |
| Partite da titolare | 0   |
| Tackle totali       | 3   |
| Sack                | 0,0 |
| Intercetti          | 0   |
| Fumble forzati      | 0   |